# 下溝駅
下溝駅（しもみぞえき）は、神奈川県相模原市南区下溝にある、東日本旅客鉄道（JR東日本）相模線の駅である。

## 歴史

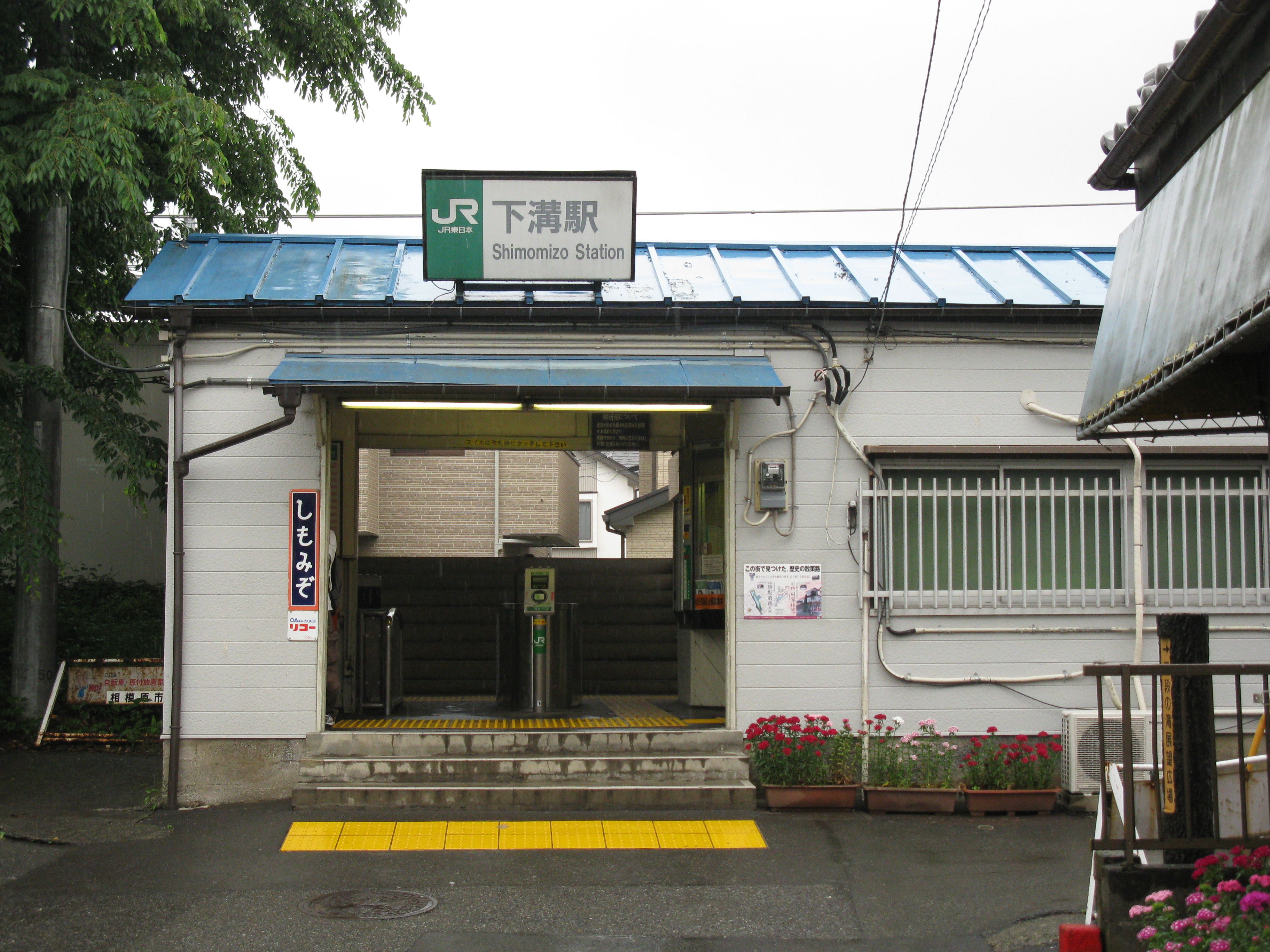
旧駅舎（2010年5月）

- 1931年（昭和6年）4月29日：厚木 - 橋本間の開通時に、相模鉄道の駅として開業[1]。
- 1944年（昭和19年）6月1日：国有化、運輸通信省（後の日本国有鉄道）相模線の駅となる[1]。
- 1987年（昭和62年）4月1日：国鉄分割民営化により、JR東日本の駅となる[1]。
- 2001年（平成13年）11月18日：ICカードSuica供用開始。
- 2014年（平成26年）12月26日：出札窓口の営業を終了。
- 2016年（平成28年）
  - 3月13日：橋本駅の遠隔管理の下で無人化を実施[3]。
  - 8月5日：駅舎リニューアル工事が完了し、新駅舎を供用開始[4]。

## 駅構造
単式ホーム1面1線を有する地上駅。元々は古くからの木造駅舎が使用されていたが、老朽化に伴って2015年冬から駅舎建替工事が行われ、2016年8月に新駅舎が完成した。駅舎建て替えに伴い新たにスロープが設置された。
お客さまサポートコールシステムが導入されている無人駅である。2004年（平成16年）4月から2016年（平成28年）3月12日まで業務委託駅（JR東日本ステーションサービス委託）となっていた。
自動改札機は設置されておらず、改札口での有人時間帯は駅員が集札を行っていた。2014年12月26日まで営業していた出札窓口では、長距離乗車券や指定券なども発売していた。自動券売機と簡易Suica改札機が設置されている。

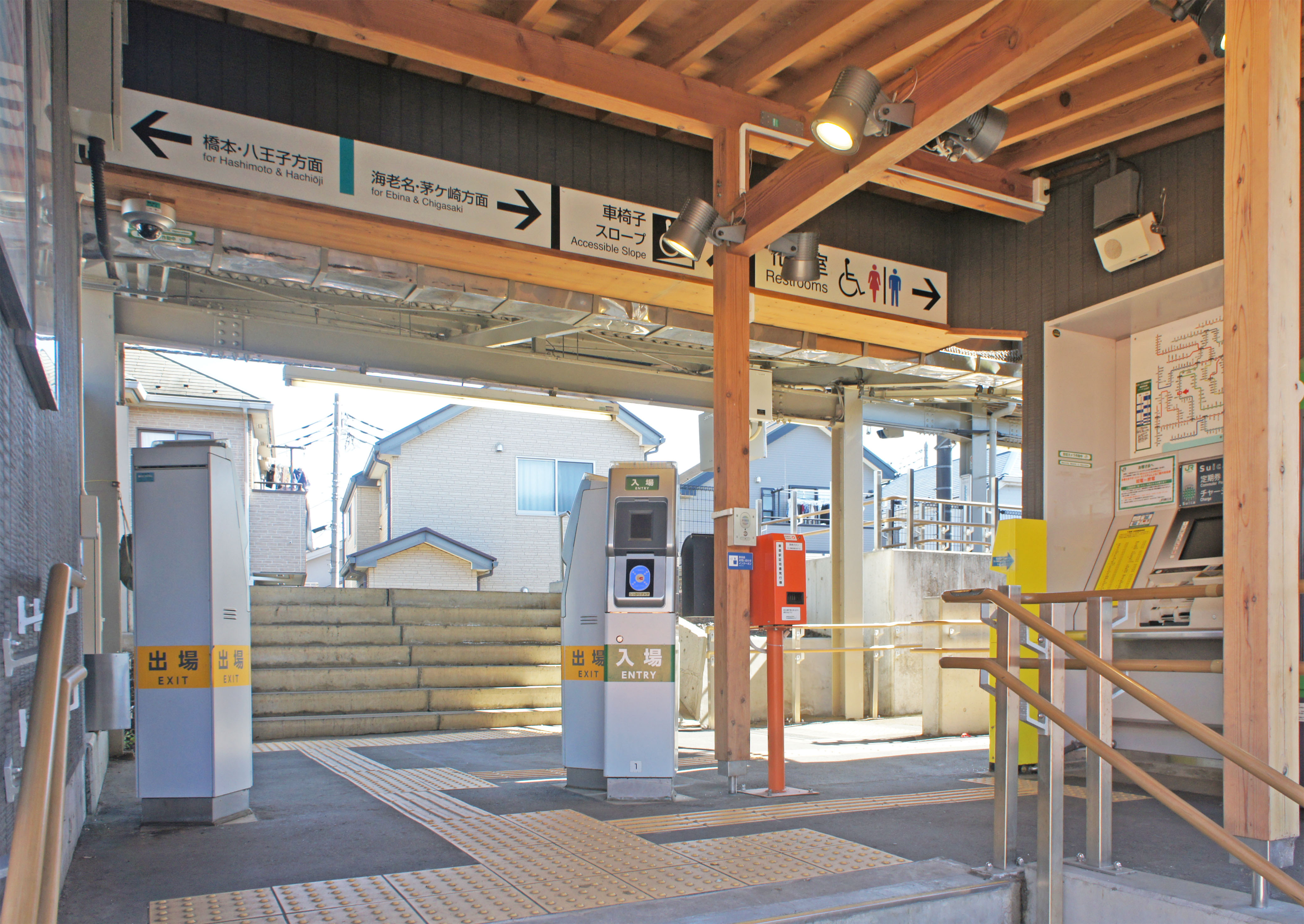
改札口（2022年2月）
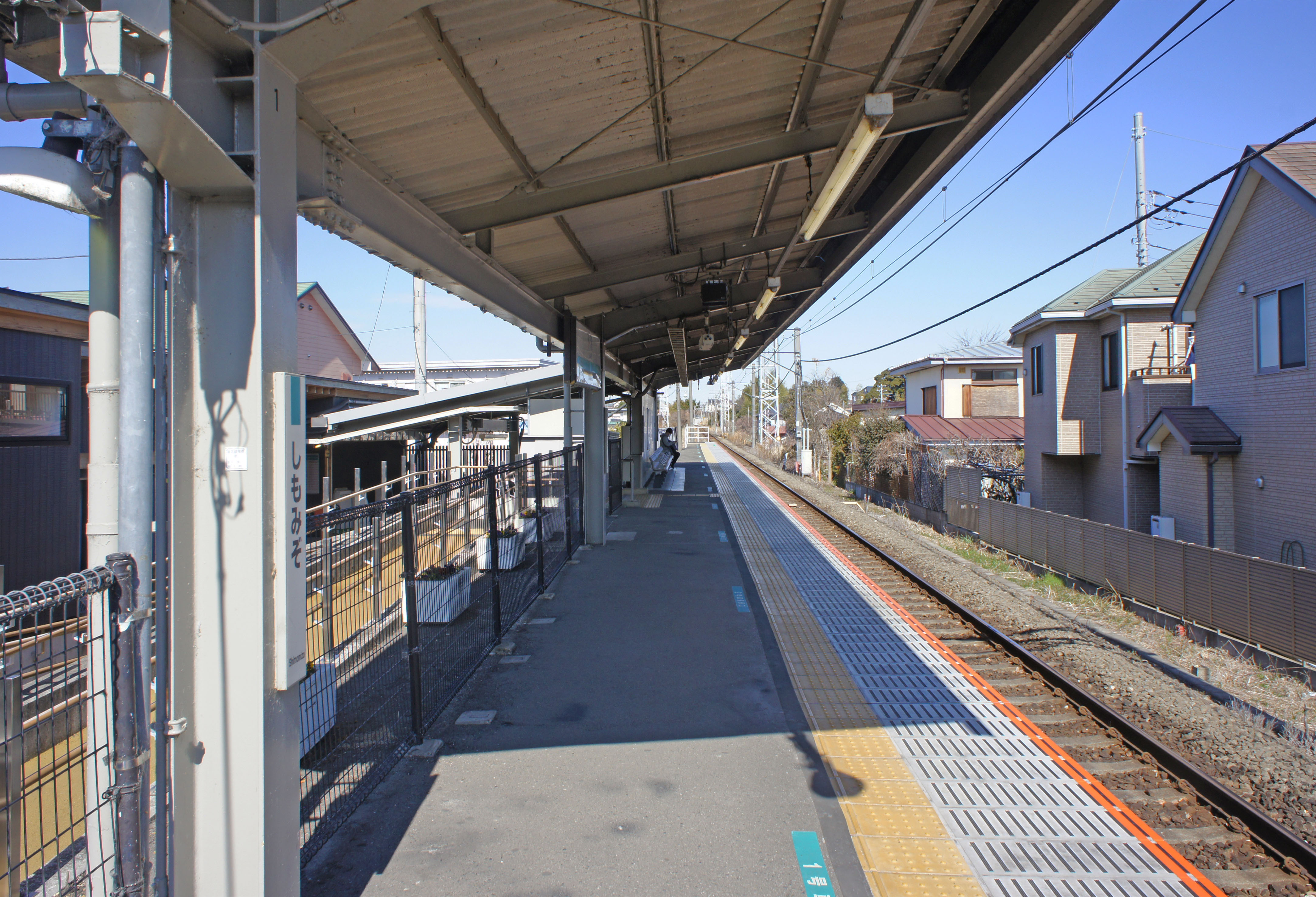
ホーム（2022年2月）

## 利用状況
2014年度（平成26年度）の1日平均乗車人員は1,133人である。相模線の駅では入谷駅に次いで2番目に少ない。
近年の1日平均乗車人員は下表の通りである。
| 年度               | 1日平均 乗車人員 |
| ------------------ | ---------------- |
| 1975年（昭和50年） | 418              |
| 1980年（昭和55年） | 428              |
| 1985年（昭和60年） | 541              |
| 1989年（平成元年） | 592              |
| 1993年（平成05年） | 786              |
| 1995年（平成07年） | 805              |
| 1998年（平成10年） | 826              |
| 2000年（平成12年） | 809              |
| 2001年（平成13年） | 830              |
| 2002年（平成14年） | 810              |
| 2003年（平成15年） | 847              |
| 2004年（平成16年） | 871              |
| 2005年（平成17年） | 891              |
| 2006年（平成18年） | 937              |
| 2007年（平成19年） | 998              |
| 2008年（平成20年） | 1,001            |
| 2009年（平成21年） | 997              |
| 2010年（平成22年） | 984              |
| 2011年（平成23年） | 1,008            |
| 2012年（平成24年） | 1,064            |
| 2013年（平成25年） | 1,126            |
| 2014年（平成26年） | 1,133            |

## 駅周辺

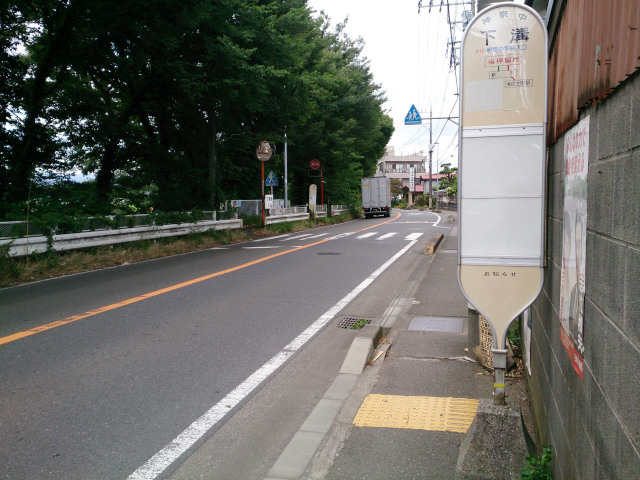
「下溝」停留所

- 神奈川県道46号相模原茅ヶ崎線
- 八景の棚
- 下溝八幡宮
- 神奈川中央交通「下溝」停留所
- 相模原市立相陽中学校

## 隣の駅
東日本旅客鉄道（JR東日本）
■相模線
相武台下駅 - *上磯部駅 - 下溝駅 - 原当麻駅
*打消線は廃駅

### 記事本文
1. 1 2 3 4  石野哲 編『停車場変遷大事典 国鉄・JR編』 II（初版）、JTB、1998年10月1日、83頁。ISBN 978-4-533-02980-6。
2. 1 2 3  “駅の情報（下溝駅）：JR東日本”.   東日本旅客鉄道. 2023年11月18日時点のオリジナルよりアーカイブ。2023年11月19日閲覧。
3. ↑  “東日本ユニオンNo.124号” (PDF). JR 東日本労働組合横浜地方本部. (2015年12月6日) 2016年3月13日閲覧。{{cite news}}:  CS1メンテナンス: 先頭の0を省略したymd形式の日付 (カテゴリ)
4. ↑  “JR相模線、相武台下駅・下溝駅リニューアルオープンへ”. 鉄道新聞. (2016年6月30日) 2016年7月7日閲覧。
5. ↑  相模原市統計書 - 相模原市
6. ↑  神奈川県県勢要覧
7. ↑  線区別駅別乗車人員（1日平均）の推移 (PDF)  - 19ページ

### 利用状況
JR東日本の2000年度以降の乗車人員
1. ↑  JR東日本 各駅の乗車人員（2000年度）
2. ↑  JR東日本 各駅の乗車人員（2001年度）
3. ↑  JR東日本 各駅の乗車人員（2002年度）
4. ↑  JR東日本 各駅の乗車人員（2003年度）
5. ↑  JR東日本 各駅の乗車人員（2004年度）
6. ↑  JR東日本 各駅の乗車人員（2005年度）
7. ↑  JR東日本 各駅の乗車人員（2006年度）
8. ↑  JR東日本 各駅の乗車人員（2007年度）
9. ↑  JR東日本 各駅の乗車人員（2008年度）
10. ↑  JR東日本 各駅の乗車人員（2009年度）
11. ↑  JR東日本 各駅の乗車人員（2010年度）
12. ↑  JR東日本 各駅の乗車人員（2011年度）
13. ↑  JR東日本 各駅の乗車人員（2012年度）
14. ↑  JR東日本 各駅の乗車人員（2013年度）
15. ↑  JR東日本 各駅の乗車人員（2014年度）